# 샤토러여우이헤이구

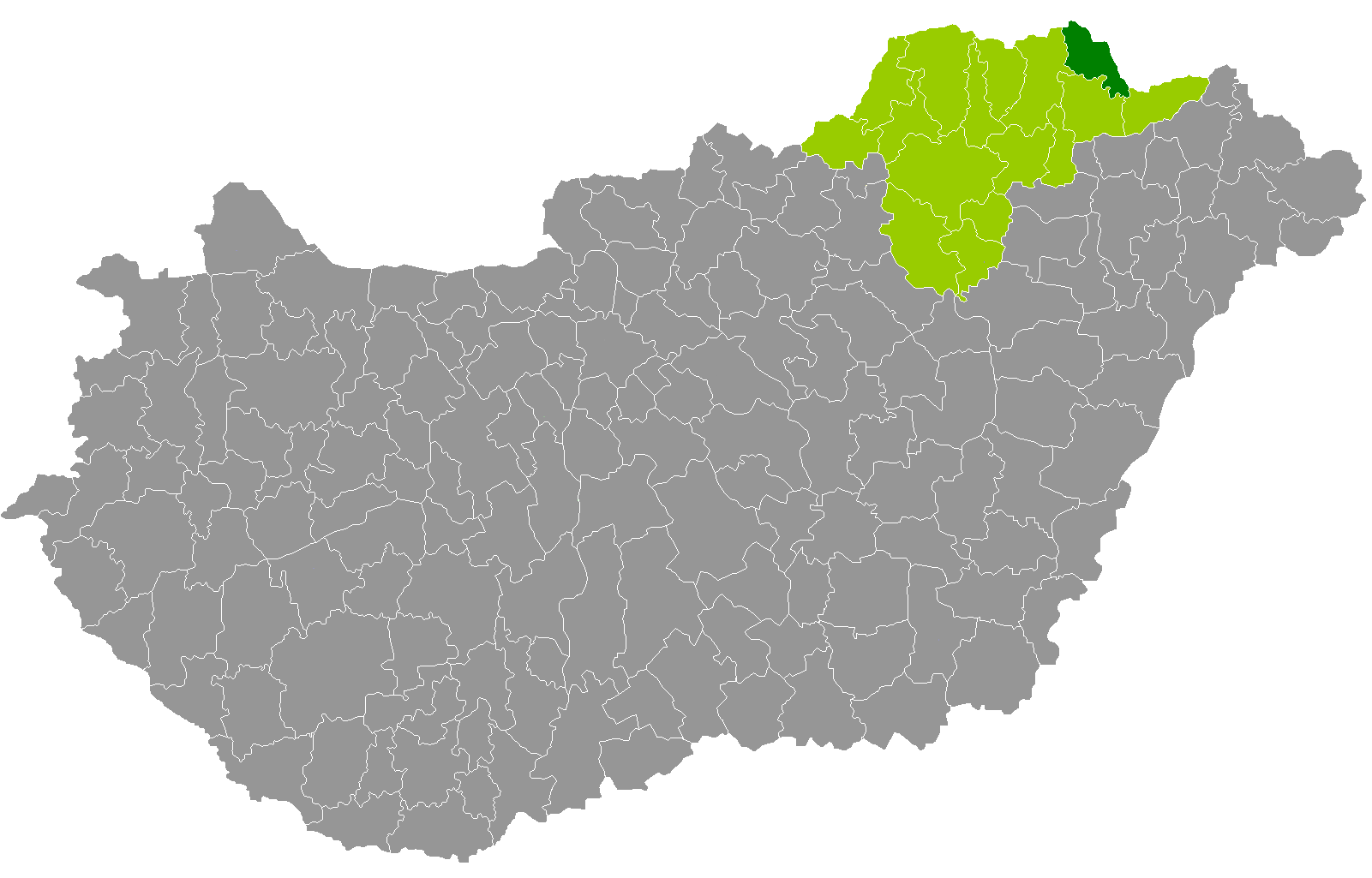
보르쇼드어버우이젬플렌주 지도에 표시된 샤토러여우이헤이구의 위치

샤토러여우이헤이구(헝가리어: Sátoraljaújhelyi járás)는 헝가리 보르쇼드어버우이젬플렌주에 위치한 구로 구청 소재지는 샤토러여우이헤이이며 면적은 321.38km2, 인구는 23,058명(2011년 기준), 인구 밀도는 72명/km2이다.
남쪽으로는 치간드구, 샤로슈퍼터크구, 서쪽으로는 괸츠구와 접하며 북동쪽으로는 슬로바키아와 국경을 접한다. 21개 지방 자치체(2개 시, 19개 마을)를 관할한다.

구 문장